# Now Please Don't You Cry, Beautiful Edith
Now Please Don't You Cry, Beautiful Edith est un album de Roland Kirk sorti en 1967.

## Description
Now Please Don't You Cry, Beautiful Edith est un album qui s’inscrit clairement dans le style hard bop, plus que les autres albums de Roland Kirk qui réalise un album plus soigné mais aussi moins extravagant. Une œuvre qui sert également de préambule aux teintes soul jazz de futurs albums comme Blacknuss par exemple.

## Pistes
Sauf indication, toutes les compositions de Roland Kirk
1. Stompin' Grounds (4:46)
2. Fall Out (3:01)
3. Blue Rol (6:09)
4. Why Don't They Know (2:54)
5. Alfie (Burt Bacharach, Hal David) (2:52)
6. It's a Grand Night for Swinging (Billy Taylor) (3:10)
7. Silverlization (4:57)
8. Now Please Don't You Cry, Beautiful Edith (4:23)

## Musiciens
- Roland Kirk – Saxophone ténor, manzello, stritch, flûtes
- Lonnie Liston Smith - Piano
- Ronnie Boykins - Basse
- Grady Tate - Batterie